# Kenneth Gloyne Blair
Kenneth Gloyne Blair (* 22. Dezember 1882 in Nottingham; † 11. Dezember 1952 in Freshwater, Isle of Wight) war ein englischer Entomologe. Sein Forschungsschwerpunkt waren die Käfer (Coleoptera).

## Leben und Wirken
Kenneth Blair war der älteste Sohn von William Nisbet Blair, einem Ingenieur, der viele Jahre beim St. Pancras Borough Council arbeitete. Nach der Absolvierung der Highgate School und des Birkbeck College in London, trat er 1901 in den Civil Service ein, wo er für neun Jahre im Schatzamt und im Obersten Gerichtshof tätig war. 1910 erhielt er eine Assistenzkuratorenstelle in der Coleopterensammlung des Natural History Museum in London. Sein besonderes Interesse galt den Familien der Ölkäfer (Meloidae), der Schwarzkäfer (Tenebrionidae), der Feuerkäfer (Pyrochroidae), der Drachenkäfer (Pythidae), der Stachelkäfer (Mordellidae) und der Scheinbockkäfer (Oedemeridae). Während des Ersten Weltkriegs war er zwischen 1914 und 1917 in Frankreich stationiert, wo er zweimal so stark verwundet wurde, dass er nie wieder vollständig gesundete. 1919 heiratete er Lois Celia Lambert. Aus dieser Ehe gingen zwei Töchter hervor. Von 1920 bis 1921 sowie ein weiteres Mal im Jahr 1931 war Blair Präsident der South London Entomological and Natural History Society, zu deren Ehrenmitglied er 1950 ernannt wurde und wo er ab 1920 Redaktionsmitglied der Proceedings and Transactions of the South London Entomological and Natural History Society war. 1923 wurde er Redaktionsmitglied des Entomologist’s Monthly Magazine. 1932 wurde Blair stellvertretender Leiter (Deputy Keeper) der entomologischen Abteilung des Natural History Museum. 1933 wurde er an der Universität London zum Doctor of Science promoviert. Von 1940 bis 1941 war er Präsident der Royal Entomological Society of London. 1943 trat Blair wegen seines angeschlagenen Gesundheitszustands in den Ruhestand. In seinen letzten Lebensjahren studierte er die Entomofauna der Isle of White.

## Dedikationsnamen
Sedina buettneri, Lithophane leautieri, Cyclophora puppillaria, drei Nachtfalterarten, haben im Englischen die Trivialnamen Blair’s Wainscot, Blair’s shoulder-knot und Blair’s Mocha.